# Myzus certus
Myzus certus är en insektsart som beskrevs av Walker 1849. Myzus certus ingår i släktet Myzus och familjen långrörsbladlöss. Arten är reproducerande i Sverige. Inga underarter finns listade i Catalogue of Life.